# Быстрый Ерик
Быстрый Ерик (овраг Быстрый, балка Ерик) — река в России, протекает по Клетскому и Суровикинскому районам Волгоградской области. Правый приток реки Лиска, бассейн Дона.

## География
Быстрый Ерик начинается в балке Ерик примерно в 30 км южнее районного центра Клетская, течёт на юг. В верховьях запружен. На реке находятся населённые пункты Ерик и Майоровский. Впадает в Лиску в 56 км выше устья последней. Длина реки составляет 37 км, площадь водосборного бассейна — 285 км².

## Данные водного реестра
По данным государственного водного реестра России относится к Донскому бассейновому округу, водохозяйственный участок реки — Дон от города Калач-на-Дону до Цимлянского гидроузла, без реки Чир, речной подбассейн реки — Дон между впадением Хопра и Северского Донца. Речной бассейн реки — Дон (российская часть бассейна).
Код объекта в государственном водном реестре — 05010300912107000010073.